# Lippia recolletae
Lippia recolletae là một loài thực vật có hoa trong họ Cỏ roi ngựa. Loài này được Morong mô tả khoa học đầu tiên năm 1893.